# Standardavvikelse

Diagram över en normalfördelning, där varje färgat band har en bredd lika med en standardavvikelse σ. De mörkaste bandens area representerar sannolikheten (cirka 68 %) för att ett slumpmässigt utfall befinner sig inom en standardavvikelse från medelvärdet

Animation som visar ett, två samt tre standardavvikelser (SD) från medelvärdet på en påhittad datamängd.

Standardavvikelse eller standarddeviation är ett statistiskt mått på hur mycket de olika värdena för en population avviker från medelvärdet. Om de olika värdena ligger samlade nära medelvärdet blir standardavvikelsen låg, medan värden som är spridda långt över och under medelvärdet bidrar till en hög standardavvikelse. Standardavvikelser används inom statistik, forskning och matematisk statistik.

## Definitioner
Låt X vara en stokastisk variabel med medelvärdet μ enligt
{\displaystyle \operatorname {E} [X]=\mu }
där operatorn E betecknar medelvärdet eller väntevärdet av X. Då är standardavvikelsen av X
{\displaystyle \sigma ={\sqrt {\operatorname {E} [(X-\mu )^{2}]}}={\sqrt {\operatorname {E} [X^{2}]-(\operatorname {E} [X])^{2}}}}
Variansen för X definieras som
{\displaystyle \operatorname {Var} (X)=\operatorname {E} [(X-\mu )^{2}]}
och således är standardavvikelsen σ (sigma) kvadratroten ur variansen för X, det vill säga är kvadratroten ur medelvärdet av (X − μ)2.
En fördel med kvadratrotsbildningen är att standardavvikelsen fås i samma enhet som mätvärdena.

### Diskret slumpvariabel
Om X består av slumpvisa värden x1, x2, ..., xN, med likformig sannolikhetsfördelning, är standardavvikelsen för dessa
{\displaystyle \sigma ={\sqrt {{\frac {1}{N}}\left((x_{1}-\mu )^{2}+(x_{2}-\mu )^{2}+\cdots +(x_{N}-\mu )^{2}\right)}}}
där 
{\displaystyle \mu ={\frac {1}{N}}(x_{1}+\cdots +x_{N})}
eller, med annan notation
{\displaystyle \sigma ={\sqrt {{\frac {1}{N}}\sum _{i=1}^{N}(x_{i}-\mu )^{2}}};\qquad \mu ={\frac {1}{N}}\sum _{i=1}^{N}x_{i}.}
Detta är korrekt om de N värdena utgör hela populationen. Om däremot värdena är en delmängd av en större population och används som estimat av den större populationen är stickprovets standardavvikelse
{\displaystyle s={\sqrt {{\frac {1}{N-1}}\sum _{i=1}^{N}(x_{i}-\mu )^{2}}}}
ett bättre estimat (Bessels korrektion) eftersom den då blir väntevärdesriktig.
Om sannolikhetsfördelningen inte är likformig, antag att xk har sannolikheten pk och standardavvikelsen kan i detta fall skrivas
{\displaystyle \sigma ={\sqrt {\sum _{i=1}^{N}p_{i}(x_{i}-\mu )^{2}}};\qquad \mu =\sum _{i=1}^{N}p_{i}x_{i}}

### Kontinuerlig slumpvariabel
Standardavvikelsen för en kontinuerlig stokastisk variabel X med täthetsfunktionen p(x) är
{\displaystyle \sigma ={\sqrt {\int _{\mathbf {X} }(x-\mu )^{2}\,p(x)\,dx}}}
med
{\displaystyle \mu =\int _{\mathbf {X} }x\ p(x)\ dx}
där integralerna är begränsade och där x antar alla värden som är möjliga för den stokastiska variabeln X.

## Exempel
Antag att en population utgörs av 
{\displaystyle 2,\ 4,\ 4,\ 4,\ 5,\ 5,\ 7,\ 9}
De åtta datapunkterna har medelvärdet
{\displaystyle {\frac {2+4+4+4+5+5+7+9}{8}}=5}
Först beräknas skillnaden för varje datapunkt och medelvärdet och sedan kvadreras resultaten:
{\displaystyle {\begin{array}{lll}(2-5)^{2}=(-3)^{2}=9&&(5-5)^{2}=0^{2}=0\\(4-5)^{2}=(-1)^{2}=1&&(5-5)^{2}=0^{2}=0\\(4-5)^{2}=(-1)^{2}=1&&(7-5)^{2}=2^{2}=4\\(4-5)^{2}=(-1)^{2}=1&&(9-5)^{2}=4^{2}=16\\\end{array}}}
Variansen är medelvärdet av dessa värden:
{\displaystyle {\frac {9+1+1+1+0+0+4+16}{8}}=4}
och populationens standardavvikelse är lika med variansens kvadratrot:
{\displaystyle {\sqrt {4}}=2}